# Wrzesień 2005 w sporcie
Zobacz też: Wrzesień 2005 • Zmarli we wrześniu 2005 • Wrzesień 2005 w Wikinews

## 30 września
- Piłka nożna – Klęską zakończyły się występy polskich drużyn w Pucharze UEFA: Wisła Kraków odpadła po dwumeczu z Vitórią Guimarães 0:3, 0:1, a Groclin Grodzisk Wielkopolski przegrał z RC Lens 1:1, 2:4. Konsekwencją słabej postawy polskich drużyn będzie utrata jednego miejsca w eliminacjach PUEFA.

## 27 września
- Piłka nożna – Kolegium Sędziów PZPN uznało, że sędzia Marek Mikołajewski popełnił podczas derbów Warszawy błąd i odsunęło go od prowadzenia mecżów na 4 kolejki. Za Mikołajewskim wstawili się inni arbitrzy Orange Ekstraklasy

## 25 września
- Piłka siatkowa – polskie siatkarki zdobyły mistrzostwo Europy, pokonując w finałowym meczu reprezentację Włoch 3:1 (25:23, 27:25, 21:25, 25:18). Brąz dla Rosji po wygranej nad Azerbejdżanem 3:0.
- Formuła 1 – Fernando Alonso dzięki zajęciu trzeciego miejsca w Grand Prix Brazylii zapewnił sobie tytuł mistrza świata Formuły 1 w sezonie 2005.
- Formuła 1 – Polak, Robert Kubica, weźmie udział w piątkowych treningach przed Grand Prix Chin, jako trzeci kierowca stajni Minardi.
- Kolarstwo szosowe – Belg Tom Boonen wygrał w Madrycie kolarski wyścig elity ze startu wspólnego o mistrzostwo świata. Srebrny medal zdobył Hiszpan Alejandro Valverde, a brązowy – mało znany Francuz Anthony Geslin.
- Żużel – Unia Tarnów zdobyła złoty medal Drużynowych Mistrzostw Polski pokonując w drugim meczu finałów Polonię Bydgoszcz 46:44. Pierwszy mecz zakończył się również wygraną Unii Tarnów wynikiem 56:34.
- Piłka nożna – 8. kolejka Orange Ekstraklasy: Legia – Polonia 1:0, GKS BOT – Odra 0:3, Wisła Kraków – Lech 5:1, Groclin – Cracovia 4:1, Górnik Zabrze – Wisła Płock 4:0, Górnik Łęczna – Pogoń 0:1, Arka – Korona 0:2, Amica – Zagłębie 3:1.

## 24 września
- Piłka siatkowa – polskie siatkarki wygrały z Rosją 3:2 (26:24, 25:22, 26:28, 20:25, 22:20) w dramatycznym meczu półfinałowym mistrzostw Europy (Polki wykorzystały dopiero dwunasty matchboll w tie-breaku). W Zagrzebiu polskie siatkarki bronią tytułu wywalczonego dwa lata temu w Turcji.

## 18 września
- Kolarstwo szosowe – zakończyła się 62. edycja wyścigu kolarskiego Tour de Pologne. Pierwsze miejsce w zaliczanym do ProTour wyścigu zajął Luksemburczyk Kim Kirchen (Fassa Bortolo), przed Holendrami – Pieterem Weeningiem i Thomasem Dekkerem (obydwaj Rabobank). Najlepszy z Polaków – Marek Rutkiewicz ukończył wyścig na ósmym miejscu. Bartosz Huzarski wygrał klasyfikację górską.
- WRC – Rajd Wielkiej Brytanii 2005 zakończył się tragicznie. W wypadku zginął Michael Park, pilot Markko Märtina. Ostatnie dwa OS-y odwołano. Sébastien Loeb, ponieważ nie chiał wygrywać w takich okolicznościahch, specjalnie spóźnił się na metę i zajął 3. miejsce. Pierwszy był Petter Solberg, drugi François Duval. W rajdzie wystąpił także Colin McRae.
- Piłka nożna – 7. kolejka Orange Ekstraklasy: Odra – Górnik Ł. 0:0, Groclin – Arka 2:1, Cracovia – GKS BOT 2:1, Pogoń – Legia 2:2, Polonia – Wisła K. 0:1, Lech – Górnik Z. 3:2, Wisła P. – Amica 0:1, Zagłębie – Korona 2:2.

## 16 września
W wypadku samochodowym w Austrii zginął Arkadiusz Gołaś, znany polski siatkarz. Miał 24 lata.

### 13 września2005
- Piłka nożna – Punktualnie o godzinie 20:45 ruszyła kolejna edycja Ligi Mistrzów. Do rywalizacji przystąpiły 32 drużyny europejskie podzielone na 8 grupy, które będą walczyć o miano Champions of Europe.

## 12 września
- Kolarstwo szosowe – Australijczyk Baden Cooke (Francaise de Jeux) wygrał po finiszu z peletonu pierwszy etap zaliczanego do ProTour 62. wyścigu Tour de Pologne z Gdańska do Elbląga na trasie o długości 149,6 kilometrów i został pierwszym liderem wyścigu. Najwyżej z Polaków uplasował się Sławomir Kohut (Miche), zajmując 11 pozycję.

## 11 września
- Tenis ziemny – Triumfatorem turnieju gry pojedynczej mężczyzn w US Open został po raz drugi z rzędu Szwajcar Roger Federer, który pokonał w finale Amerykanina Andre Agassiego 6:3, 2:6, 7:6 (-1), 6:1.
- Piłka siatkowa – Reprezentacja Włoch w meczu finałowym mistrzostw Europy w Rzymie pokonała Rosję 3:2 (25:21, 14:25, 15:25, 25:19, 15:10). Włosi obronili złoty medal zdobyty przed dwoma laty w Berlinie. Brązowy medal zdobyła Serbia i Czarnogóra po zwycięstwie 3:0 nad Hiszpanią. Polska zajęła piąte miejsce.
- Lekkoatletyka – Kenijczyk Samuel Wanjiru podczas biegu ulicznego w Rotterdamie pobił rekord świata w półmaratonie (59:16). Poprawił on osiągnięcie Paula Tergata z roku 1998 o 1 sekundę.

## 10 września
- Tenis ziemny – Belgijka Kim Clijsters zdobyła pierwszy w swej karierze tytuł wielkoszlemowy, wygrywając w finale gry pojedynczej pań US Open z Mary Pierce. Clijsters zwyciężyła po dość jednostronnym spotkaniu, trwającym zaledwie 65 minut 6:3, 6:1.

W finale panów wystąpią Roger Federer, który pokonał w półfinale Lleytona Hewitta 6:3, 7:6, 4:6, 6:3 i Andre Agassi, który wygrał z R. Gineprim 6:4, 5:7, 6:3, 4:6, 6:3.
- Lekkoatletyka – Rosjanka Jelena Isinbajewa (tyczkarka) oraz Etiopczyk Kenenisa Bekele (długodystansowiec) zostali uznani za najlepszych lekkoatletów w bieżącym sezonie. Wyboru dokonała Międzynarodowa Federacja Lekkiej Atletyki IAAF. Zarówno Isinbajewa, jak i Bekele powtórzyli osiągnięcie z poprzedniego roku, kiedy również zwyciężyli.

## 9 września
- Tenis ziemny – Francuzka Mary Pierce i Belgijka Kim Clijsters zagrają w finale wielkoszlemowego US Open. Obydwie zawodniczki wywalczyły sobie awans po dramatycznych trzysetowych pojedynkach. Belgijka pokonała rozstawioną z numerem 1 Rosjankę Mariję Szarapową 6:2, 6:7 (4-7), 6:3 zaś Pierce wygrała z Jeleną Diemientjewą 3:6, 6:2. 6:2. Finał będzie dla Clijsters już piątą próbą wywalczenia któregoś ze szlemów, Pierce wygrywała już Australian Open w 1995 r. i French Open w 2000 r.

## 8 września
- Tenis ziemny – Amerykanin Andre Agassi po dramatycznym pięciosetowym pojedynku pokonał rodaka Jamesa Blake'a 3:6, 3:6, 6:3, 6:3, 7:6 (8-6) i awansował do półfinału turnieju wielkoszlemowego US Open w Nowym Jorku.
- Piłka siatkowa – Polska pokonała w Rzymie Portugalię 3:0 (25:23, 25:18, 25:16) w meczu grupy I mistrzostw Europy siatkarzy, zapewniając sobie tym samym piąte miejsce w końcowej klasyfikacji i awans do finału mistrzostw Europy w 2007 r. w Rosji.

## 7 września
- Piłka nożna – Reprezentacja Polski w piłce nożnej pokonała Walię 1:0 (0:0) w eliminacjach do Mistrzostw Świata w Piłce Nożnej 2006, które zostaną rozegrane w Niemczech. Bramkę w 54. minucie z rzutu karnego po faulu na Kamilu Kosowskim strzelił piłkarz Celticu Glasgow, Maciej Żurawski. Dzięki temu polski zespół znacznie przybliżył się do awansu na mistrzostwa.

## 5 września
- Wioślarstwo – podczas kongresu Międzynarodowej Federacji Wioślarskiej przyznano Poznaniowi organizację wioślarskich mistrzostw świata w 2009 roku. W głosowaniu stolica Wielkopolski pokonała Amsterdam 104:37. Zadecydowano również, że Poznań będzie organizatorem Pucharu Świata w 2008 roku.(Wikinews)
- Siatkówka – po dramatycznym meczu Polacy ulegli włoskim siatkarzom 0:3, czym zmknęli sobie drogę do Final Four na mistrzostwach Europy odbywających się w Rzymie. (Wikinews)

## 4 września
- Kolarstwo górskie – Maja Włoszczowska zdobyła we włoskim Livigno srebrny medal mistrzostw świata w kolarstwie górskim. Zwyciężyła mistrzyni olimpijska z Aten, Norweżka Gunn-Rita Dahle. Włoszczowska po raz drugi została wicemistrzynią świata (srebro wywalczyła także w 2004 roku we francuskiej miejscowości Les Gets).
- Kolarstwo szosowe – Cezary Zamana z grupy Intel-Action wygrał pięcioetapowy wyścig International Hessen Rundfahrt (kat. 1 UCI). Trzecie miejsce w klasyfikacji generalnej zajął Piotr Wadecki, a szóste – Tomasz Brożyna.

## 3 września
- Piłka nożna – Reprezentacja Polski w piłce nożnej pokonała Austrię 3:2 (2:0) w eliminacjach do Mistrzostw Świata w Piłce Nożnej 2006, które zostaną rozegrane w Niemczech.

Bramki: Euzebiusz Smolarek (13.), Kamil Kosowski (23.), Maciej Żurawski (68.) – Roland Linz (62., 80.).